# Aibonito
Aibonito é uma pequena vila de montanha em Porto Rico, localizada na Serra da Cayey, ao norte de Salinas; sul de Barranquitas e Comerío; leste de Coamo e oeste de Cidra e Cayey. Aibonito está espalhada por oito alas e Pueblo Aibonito (O centro da cidade e do centro administrativo da cidade). É parte da Área Metropolitana San Juan - Caguas -  Guaynabo.